# Éditions de la Cité Universelle
Les éditions de la Cité Universelle sont une maison d'édition créée en 1945 par Marguerite Duras et Robert Antelme, et disparue après la publication de trois ouvrages.
Une collection « L'Idée en marche », dirigée par Jean-Toussaint Desanti, est prévue, mais ne verra jamais le jour. Huit titres sont annoncés : Rousseau par Pierre Castex, Spinoza par Tran Duc Thao, Descartes par Jean-Toussaint Desanti, Diderot par Pierre Fauchery, Platon par David Rousset, Rimbaud par Edgar Morin, Gramsci par Elio Vittorini, Vico par Franco Fortini.

## Publications
- L'An zéro de l'Allemagne d'Edgar Morin (1946), préface de Bernard Groethuysen.
- Œuvres de Saint-Just, présenté par Dionys Mascolo sous le pseudonyme de Jean Gratien (1946)
- L'Espèce humaine de Robert Antelme (1947)

## Sources
- Laure Adler, Marguerite Duras, Gallimard, 1998, p. 238-239.
- Christiane Blot-Labarrère, Marguerite Duras, Le Seuil, 1992, p. 295.